# Traité d'Altranstädt
Le traité d'Altranstädt est conclu entre Charles XII de Suède et Auguste le Fort de Saxe et de Pologne-Lituanie, le 13 octobre 1706, pendant la Grande Guerre du Nord. Auguste doit y renoncer à ses prétentions au trône de Pologne et à son alliance avec la Russie.

## Contexte

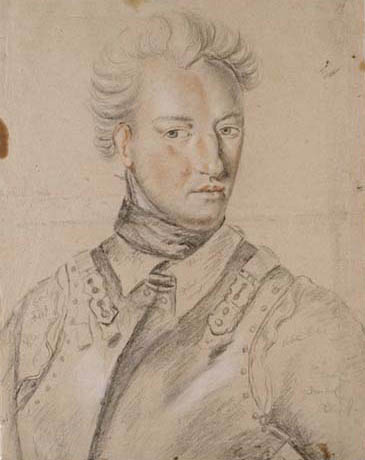
Charles XII de Suède.

Au nom de Charles XII, qui avait occupé une grande partie de la République des Deux Nations pendant la Grande Guerre du Nord, Stanisław Leszczyński est couronné roi de Pologne le 4 octobre 1705. Une faction de la République des Deux Nations, organisée dans la Confédération de Sandomierz, demeure cependant fidèle à l'électeur saxon Auguste le Fort, roi de Pologne depuis 1697 et alliée contre Charles XII avec le tsar russe Pierre le Grand.
La guerre civile qui s'ensuit en Pologne (1704-1706) ne se déroule pas bien pour Auguste. Sa tentative de reprendre le contrôle de la Pologne-Lituanie est contrecarrée par Charles XII lors de la bataille de Grodno (en) et par Carl Gustav Rehnskiöld lors de la bataille de Fraustadt, les deux en 1706. À la suite de cette dernière, l'électorat de Saxe était laissé pratiquement sans défense, et lorsque Charles XII combina ses forces avec Rehskiöld et traversa la Silésie pour l'occuper, il ne rencontra aucune résistance (en).

## Termes du traité

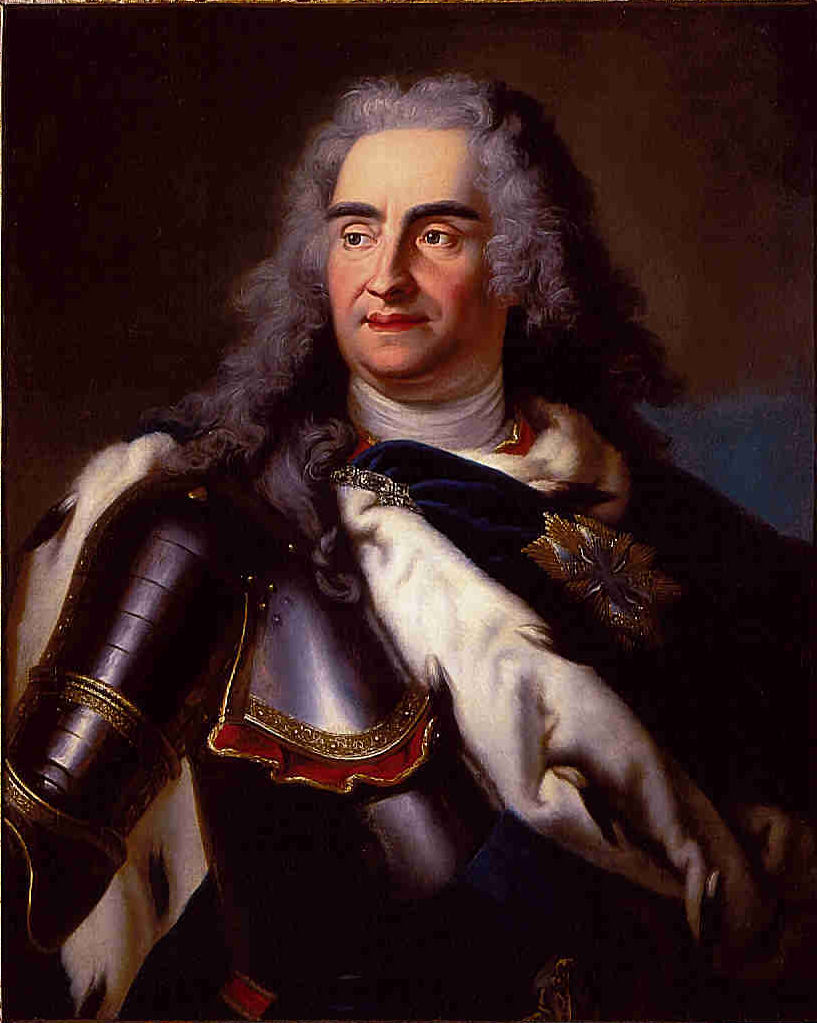
Auguste le Fort.

Auguste le Fort fait la paix avec l'Empire suédois. Il renonce à ses prétentions sur la couronne polonaise, accepte Stanisław Leszczyński comme roi de Pologne et doit le féliciter.
L'alliance d'Auguste avec la Russie, formalisée dans les traités de Preobrajenskoïe et de Narva, est déclarée nulle. Tous les Russes sous le commandement d'Auguste doivent être remis aux Suédois comme prisonniers. Johann Patkul est déclaré criminel et placé en détention en Suède, où il sera exécuté.
Le traité a été conclu en secret.

## Conséquences

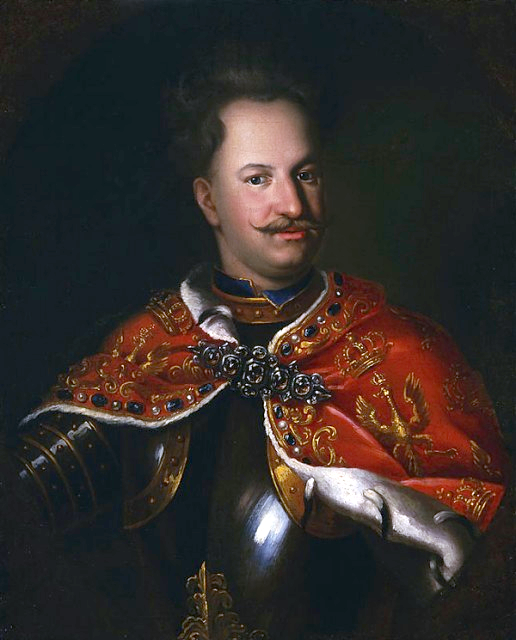
Stanisław Leszczyński.

Lorsque le traité lui fut révélé, Pierre le Grand fut déçu. Ses diplomates, bien que conscients de la possibilité d'une paix séparée entre la Saxe et la Suède et négociant effectivement une paix séparée pour la Russie depuis 1703, n'avaient pas pu intervenir. De plus, Pierre considérait Auguste non seulement comme un allié, mais aussi comme un ami proche. Auguste ayant démissionné, Pierre offrit sans succès la couronne polonaise (qu'il restait encore à conquérir) au prince rebelle hongrois François II Rákóczi, au général britannique John Churchill, 1er duc de Marlborough, au Polonais Jakub Sobieski, au commandant savoyard au service des Habsbourg Eugène de Savoie, et à d'autres.
Dans la République des Deux Nations, le traité avait amélioré la position de Stanisław Leszczyński. Il gagna par la suite la loyauté d'une partie de la petite noblesse.
Par le traité de Thorn (1709), Auguste le Fort est rétabli comme roi de Pologne et renouvelle l'alliance avec la Russie, rendue possible par la victoire de Pierre le Grand sur Charles XII à la bataille de Poltava le 27 juin 1709.